# لحن آرثر (أفضل ما يمكنك فعله)
لحن آرثر (أفضل ما يمكنك فعله) (بالإنجليزية: Arthur's Theme (Best That You Can Do))‏ أغنية أداها وشارك في كتابتها المغني وكاتب الأغاني الأمريكي كريستوفر كروس، والتي كانت الموضوع الرئيسي لفيلم 1981 آرثر بطولة دودلي مور وليزا مينيلي. حازت الأغنية على جائزة أوسكار لأفضل أغنية أصلية عام 1981. صعدت الأغنية إلى المركز الأول على قائمة الهوت بيلبورد 100 في الولايات المتحدة، وعلى القائمة المعاصرة للبالغين Hot Adult Contemporary خلال أكتوبر 1981، وبقيت على القمة في الهوت 100 لمدة ثلاثة أسابيع متتالية. في الخارج، احتلت المرتبة الأولى في النرويج وكانت ضمن العشرة الأوائل في العديد من البلدان الأخرى. أصبحت هذه الأغنية ثاني وآخر أغنية أمريكية تم تصنيفها للمغني كريستوفر كروس. صدرت الأغنية مرة أخرى كأغنية إضافية على القرص المضغوط وإصدارات الكاسيت من ألبومه الثاني «صفحة أخرى Another Page» الصادر في عام 1983.

## خلفية الأغنية
تمت كتابة الأغنية بالتعاون بين كروس، وملحن موسيقى البوب بيرت باشاراش، وشريكة باشاراش في الكتابة المتكررة وزوجته كارول باير ساجر. ذهب الفضل الرابع في الكتابة إلى زوج ليزا مينيللي السابق ومؤلف الأغاني الأسترالي بيتر ألين، وهو أيضًا متعاون متكرر مع باير ساجر، جاءت الجملة «عندما تعلق بين القمر ومدينة نيويورك» من ألين بينما كانت طائرته في وضع الانتظار أثناء وصوله ليلاً إلى مطار جون إف كينيدي الدولي.
حازت الأغنية على جائزة الأوسكار لعام 1982 لأفضل أغنية أصلية، وجائزة جولدن جلوب لأفضل أغنية أصلية. في عام 2004، احتلت المرتبة 79 في استطلاع ايه اف أي (مائة عام .. مائة أغنية) AFI's 100 Years...100 Songs لأفضل الألحان في السينما الأمريكية. أصدر باري مانيلو نسخة من الأغنية في عام 2008.

## طاقم الغناء والعزف
- كريستوفر كروس: غناء رئيسي وجيتار
- مايكل أومارتيان: لوحات المفاتيح (كيبورد) المزج وتوزيع الوتريات
- ديفيد هونغيت: جيتار باس
- ستيف لوكثر: جيتار
- مارتي والش: جيتار
- جيف بوركارو: طبول
- إرني واتس: ساكسفون
- مايكل بوديكر: برمجة المزج
- باولينيو دا كوستا:  إيقاع[12]

## كلمات الأغنية
ذات مرة في حياتك سوف تجدها Once in your life you'll find her
شخص يحرك قلبك Someone who turns your heart around
والشيء التالي الذي تعرفه And next thing you know
أنك تغلق المدينة You're closin' down the town
تستيقظ ولا تزال معك Wake up and it's still with you
على الرغم من أنك تركتها بعيدا عبر المدينة Even though you left her way across town
أنت تتساءل في نفسك You're wonderin' to yourself
مرحبًا ماذا قد وجدت Hey what've I found
عندما تعلق بين القمر ومدينة نيويورك When you get caught between the moon and New York City
أعلم أنه جنون، لكنه صحيح I know it's crazy but it's true
إذا علقت بين القمر ومدينة نيويورك If you get caught between the moon and New York City
أفضل ما يمكنك فعله .. أفضل ما يمكنك فعله The best that you can do (the best that you can do)
أفضل ما يمكنك فعله هو الوقوع في الحب The best that you can do is fall in love
آرثر يفعل ما يحلو له Arthur he does what he pleases
كل حياته، سيد يلهو بلعبته All of his life his master's toys
وفي أعماق قلبه And deep in his heart
إنه مجرد صبي He's just, he's just a boy
يحيى حياته يوم بيوم Livin' his life one day at a time
إنه يُظهر لنفسه وقتًا جيدًا حقًا He's showing himself a really good time
إنه يضحك على الطريق He's laughin' about the way
يريدون منه أن يسلكه They want him to be
عندما تعلق بين القمر ومدينة نيويورك When you get caught between the moon and New York City

## وصلات خارجية
https://www.youtube.com/watch?v=FixL8uDqSHQ لحن آرثر (أفضل ما يمكنك فعله)
https://www.songfacts.com/facts/christopher-cross/arthurs-theme-best-that-you-can-do لحن آرثر (أفضل ما يمكنك فعله)